# Ackerman, Mississippi
Ackerman là một thành phố thuộc quận Choctaw, tiểu bang Mississippi, Hoa Kỳ. Năm 2010, dân số của thành phố này là 1 510 người.

## Dân số
- Dân số năm 2000: 1 696 người.
- Dân số năm 2010: 1 510 người.